# Kongeboa
Kongeboa (Boa constrictor) er en op til 4 meter lang kvælerslange fra Mellem- og Sydamerika. Lever af fugle og mindre pattedyr, men angriber ikke mennesker.
Kongeboaen har en del underarter
- Boa constrictor constrictor – Rødhalet kongeboa
- Boa constrictor imperator – Kaiserboa
- Boa constrictor longicauda – Langhalet kongebaa
- Boa constrictor amarali – Korthalet kongeboa
- Boa constrictor melanogaster – Sortbuget kongeboa
- Boa constrictor nebulosa – Dominica kongeboa
- Boa constrictor occidentalis – Agentinsk kongeboa
- Boa constrictor ortonii – Orton´s boa
- Boa constrictor orophias – St. Lucia boa
- Boa constrictor sabogae – Pearl Island boa
- Boa constrictor sigma

## I fangeskab
Kongeboaer er populære dyr i fangeskab, da de klarer sig godt i terrarier og ofte bliver ganske tamme. De bliver typisk 20-30 år gamle. Temperamentet er forholdsvist blidt og roligt, selv om unge slanger godt kan finde på at bide. Hvis en kongeboa bider, skal man vente til slangen slipper igen af sig selv. Derved minimeres størrelsen af såret, og slangens tænder tager ikke skade.
Kongeboaen fodres med for eksempel levende mus, optøede gnavere eller daggamle kyllinger 1-2 gange om måneden. Unge dyr skal fodres oftere, typisk en gang om ugen. Skal dog ikke fodres under hamskifte. Mange boaejere fodrer deres dyr med optøede mus. Dette er nemmere at håndtere, og hvis man fodrer med levende mus, kan man nemt udsætte sin slange for bid, som kan medføre infektion eller varige mén.